# Andrzej I węgierski
Andrzej I Biały lub Katolik (węg. Endre, Fehér/ Katolikus András/ Endre; ur. ok. 1015, zm. w 1060 lub 1061) – pochodzący z dynastii Arpadów król Węgier od 1046/1047 roku do swojej śmierci. Wywodził się z młodszej gałęzi dynastii Arpadów. Po piętnastoletnim pobycie na wygnaniu powrócił do kraju i wstąpił na tron w czasie potężnego buntu pogańskiego. Spacyfikował ów bunt i umocnił pozycję wiary chrześcijańskiej. Próbował zapewnić następstwo po sobie swojemu synowi Salomonowi, co wywołało opór ze strony jego braci, którzy siłą pozbawili Andrzeja tronu.
Stryjeczny bratanek Stefana I Świętego. Po 1031 roku opuścił Węgry. Z ruską pomocą powrócił na Węgry w 1046 roku. Z pomocą Vaty, przywódcy pogańskiego powstania, pokonał króla Piotra Orseolo i w 1047 roku objął rządy. Następnie stłumił powstanie Vaty. Skutecznie odpierał najazdy cesarza Henryka III. Po narodzinach syna Salomona w 1057 roku popadł w konflikt ze swoim bratem Belą. Pokonany przez brata w 1060 roku w bitwie pod Mosony został wzięty do niewoli, w której zmarł.

## Pochodzenie i młodość
Był najstarszym synem Vazula i nieznanej kobiety z rodu Tátonyego; bratem Beli I i Leventego. W starszej literaturze historycznej pojawiał się pogląd, że Andrzej, Bela i Levente mogli być synami Władysława Łysego; obecnie literatura jednogłośnie przyjmuje, że ojcem braci był Vazul.
Między 1031 a 1038 roku Vazul został oślepiony na polecenie swojego brata stryjecznego, króla Stefana I Świętego, a Andrzej, Bela i Levente zostali wygnani bądź sami uciekli z Węgier. Przez pewien czas bracia przebywali w Czechach, gdzie schronienia udzielił im książę Brzetysław I.

## Na wygnaniu
Po śmierci Stefana I Świętego rządy na Węgrzech w 1038 roku objął jego niepopularny siostrzeniec Piotr Orseolo. Walki o tron były kwestią czasu. W 1042 roku niemiecki cesarz Henryk III doprowadził do tego, że część Węgier otrzymał jeden z przedstawicieli dynastii Arpadów – był to przypuszczalnie Andrzej. Nie utrzymał się w swoich posiadłościach – po odejściu niemieckiej armii ponownie został wygnany do Czech.
Później losy synów Vazula rozeszły się. Bela osiadł w Polsce, gdzie poślubił córkę króla Mieszka II Lamberta, zaś Andrzej i Levente udali się na Ruś.
Nie udzielił im schronienia książę wołyński (przypuszczalnie Igor Światosławowic), później szukali pomocy u Pieczyngów, aż trafili do Kijowa na dwór Jarosława Mądrego. Tam Andrzej przyjął chrzest. Między 1039 a 1046 rokiem Andrzej ożenił się z Anastazją, córką Jarosława.

## Walka o tron
Wypędzenie Piotra Orseolo, śmierć jego następcy Samuela Aby i reakcja pogańska wpłynęły destabilizującą na węgierską monarchię, co było szansą dla Andrzeja. W 1046 roku wkroczył na Węgry z ruską pomocą. Popierał go Vata, przywódca pogańskiego powstania. W 1047 Andrzej został koronowany na króla Węgier. Na początku 1047 roku stłumił pogańską rebelię i wydał dekret, przewidujący surowe kary dla zwolenników starej religii. Po śmierci Leventego, w 1048 roku sprowadził z Polski swojego młodszego brata Belę, któremu nadał trzecią część królestwa i uczynił następcą tronu.

## Rządy Andrzeja i wojna z cesarzem
Andrzej I kontynuował proces chrystianizacji, który po pogańskim buncie Vata musiał trwać dalej. Po objęcie władzy Andrzej przywrócił zarządzenia wydane przez Stefana I sprowadził do kraju duchownych z zagranicy, gdyż w wyniku pogańskich wystąpień śmierć poniosło wielu przedstawicieli Kościoła na Węgrzech.
Stosunki z cesarzem Henrykiem III pozostały napięte. Piotr Orseolo w zamian za pomoc w odzyskaniu tronu w 1044 r. uznał się wasalem niemieckiego władcy. Jednak Andrzej I zrzucił zwierzchnictwo lenne Henryka III i rozpoczął przygotowania do wojny z Cesarstwem. Na króla zaproszenie wrócił na Węgry jego brat Béla, który w Polsce wyrósł na świetnego dowódcę wojskowego. Przybyły na dwór Béla otrzymał trzecią część Królestwa Węgier.
W 1051 r. Henryk III zaatakował Królestwo Węgier, jego wojska zostały jednak rozgromione w okolicach gór Vértes. Pod koniec roku rozpoczęły się rokowania między obu władcami, ale cesarz nie zgodził się na zawarcie pokoju. W roku następnym skierował swe wojska przeciw Pozsony (ob. Bratysława), ale ponownie poniósł klęskę. Negocjacji mediacji między Henrykiem a Andrzejem podjął się papież Leon IX, ale cesarz nadal nie akceptował propozycji pokojowych węgierskiego króla. W 1053 r. Andrzej zawarł sojusz z księciem Bawarii Konradem II i tym samym wsparł opozycję przeciwko Henrykowi III i jego rządom w Rzeszy.
W 1055 r. Andrzej założył klasztor Benedyktynów w Tihany nad Balatonem.

## Kryzys sukcesyjny
W 1057 r. Andrzej koronował na króla swojego pięcioletniego syna, Salomona. Wywołało to ostrą reakcję księcia Béli, który spodziewał się, że to jego władca wyznaczy na swojego następcę. Rozgniewany brat Andrzeja opuścił dwór. We wrześniu 1058 r. Andrzej I odbył w Marchfeld spotkanie z nowym niemieckim władcą Henrykiem IV. Zawarli oni między sobą pokój formalnie kończący wojnę rozpoczętą za panowania Henryka III, który przypieczętowały zaręczyny Salomona z siostrą Henryka, Judytą Szwabską.
Po zawarciu pokoju z Cesarstwem Andrzej usiłował nakłonić swojego brata, aby zaakceptował Salomona jako następcę tronu. Na nic zdała się jednak ta perswazja. Książę Béla udał się do Polski celem uzyskania pomocy przeciwko swojemu bratu.
Kiedy Andrzej dowiedział się o zamiarach Béli wysłał swoją rodzinę do Austrii i zaczął przygotowywać się do wojny. Wkrótce potem Béla wspierany orężnie przez polskie wojska powrócił na Węgry i odniósł zwycięstwo nad bratem w bitwie pod Mosony. Andrzej próbował uciec do Austrii, ale spadł z konia podczas bitwy na przełęczy Theben. Został schwytany przez ludzi Béli i przewieziony do Zirc, gdzie zakończył swoje życie.

## Wywód rodowodowy
| 4. Michał węgierski |  |          |  |  |              |
|                     |  | 2. Vazul |  |  |              |
| 5. nieznany przodek |  |          |  |  |              |
|                     |  |          |  |  | 1. Andrzej I |
| 6. NN               |  |          |  |  |              |
|                     |  | 3. NN    |  |  |              |
| 7. NN               |  |          |  |  |              |
|                     |  |          |  |  |              |

## Małżeństwa i potomstwo
Starsza literatura przyjmowała, że Andrzej I miał tylko jedną żonę (Anastazję). Później pojawił się pogląd, że był dwukrotnie żonaty. Według zwolenników pierwszej teorii Andrzej I poślubił Anastazję, córkę ruskiego księcia Jarosława Mądrego, około 1039 roku i ich pierwszym dzieckiem była córka Adelajda. Według zwolenników drugiej małżeństwo zostało zawarte około 1046 roku, a Adelajda pochodziła z pierwszego bliżej nieznanego małżeństwa Andrzeja.
Dziećmi Andrzeja I były:
- Adelajda, ur. ok. 1040, zm. 1062, późniejsza żona Wratysława II, księcia Czech.
- Salomon, późniejszy król Węgier.
- Dawid.
- Eufemia, żona morawskiego księcia Ottona I Pięknego[7].